# مفارقة المحكمة
مفارقة المحكمة (بالإنجليزية: Paradox of the Court)‏ -والمعروفة أيضًا باسم معضلة يوليثيس أو مفارقة بروتاغوراس- هي مفارقة نشأت في اليونان القديمة. يقال أن الحكيم بروتاغوراس الشهير تبنى تلميذًا واعدًا يُدعى يوليثيس، على أن يدفع الطالب لبروتاجورس نظير تعليماته بعد فوزه في قضيته الأولى في المحكمة، وبعد تعليمه قرر يوليثيس عدم دخول مهنة القانون، ولكن الدخول في السياسة بدلاً من ذلك، فقرر بروتاغوراس مقاضاة يوليثيس عن المبلغ المستحق.
تبعًا لبروتاغوراس فإنه إذا فاز في القضية فستُدفع له أمواله، أما إذا فاز يوليثيس بالقضية فسيدفع له يوليثيس كذلك وفقًا للعقد الأصلي لأنه سيفوز بقضيته الأولى، ومع ذلك ادعى يوليثيس أنه إذا فاز فلن يكون عليه الدفع لبروتاغوراس بموجب قرار المحكمة، ومن ناحية أخرى إذا فاز بروتاغوراس فإن يوليثيس مازال لن يفوز في قضية وبالتالي لن يكون ملزماً بالدفع. والسؤال إذن، أي من الرجلين على حق؟
القصة مرتبطة بالمؤلف اللاتيني أولوس جيليس في ليالي العلية. 
غالبًا ما يتم الاستشهاد بالمفارقة لأغراض فكاهية للإشارة إلى «سباق التحيز» الموجود بين الطب الشرعي والفئات السياسية.